# نینا ژنکلر
نینا ژنکلر (روسی: Нина Генке-Меллер, Нина Генке؛ ۱۹ آوریل ۱۸۹۳ – ۲۵ ژوئیهٔ ۱۹۵۴) نقاش اهل امپراتوری روسیه بود.